# Liste der Naturschutzgebiete im Landkreis Lichtenfels
Im Landkreis Lichtenfels gibt es sieben Naturschutzgebiete. Zusammen nehmen sie eine Fläche von 150 Hektar ein. Das größte Naturschutzgebiet ist das 1985 eingerichtete Naturschutzgebiet Staffelberg.
| Name                               | Bild | Kennung                   | Kreis                 | Einzelheiten | Position | Fläche Hektar | Datum |
| ---------------------------------- | ---- | ------------------------- | --------------------- | --- | -------- | ------------- | ----- |
| Gaabsweiher                        |      | NSG-00318.01 WDPA: 163179 | Landkreis Lichtenfels | Lichtenfels Eines der letzten Altwässer im Maintal, einschließlich seiner unmittelbaren Umgebung Lebensstätte reichhaltiger Vegetation.                                                                  | ⊙        | 10,48         | 1987  |
| Kitschentalrangen                  |      | NSG-00218.01 WDPA: 164105 | Landkreis Lichtenfels | Lichtenfels Seltene und charakteristische Waldgesellschaften des Jurasteilrandes in Nordlage. | ⊙        | 42,00         | 1984  |
| Mainaltwasser bei Theisau          | BW   | NSG-00259.01 WDPA: 164552 | Landkreis Lichtenfels | Theisau Eines der letzten Altwässer des Mains mit reichhaltiger Vegetation. | ⊙        | 1,75          | 1985  |
| Mainaue bei Oberau                 |      | NSG-00583.01 WDPA: 318763 | Landkreis Lichtenfels | Oberau Einer der letzten naturnahen Altarme im Maintal mit besonders artenreicher Tier- und Pflanzenwelt, reichem Ufergehölzbestand und Auenwaldresten.                                                  | ⊙        | 27,83         | 2001  |
| Staffelberg                        |      | NSG-00252.01 WDPA: 165640 | Landkreis Lichtenfels | Bad Staffelstein Landschaftlich ganz hervorragend mit großer heimatgeschichtlicher und geologischer Bedeutung.                                                                                           | ⊙        | 42,93         | 1985  |
| Wacholderhänge bei Kleinziegenfeld |      | NSG-00162.01 WDPA: 82836  | Landkreis Lichtenfels | Kleinziegenfeld Durch Schafbeweidung entstandene charakteristische Vegetation mit Halbtrockenrasen, Trockenrasen, Steingrasfluren und Felsspaltengesellschaften der Kalkfelsen sowie Wacholderbeständen. | ⊙        | 16,75         | 1982  |
| Wacholderhänge bei Wallersberg     |      | NSG-00160.01 WDPA: 82837  | Landkreis Lichtenfels | Wallersberg Durch Schafbeweidung entstandene charakteristische Vegetation mit Halbtrockenrasen, Trockenrasen, Steingrasfluren und Felsspaltengesellschaften der Kalkfelsen sowie Wacholderbeständen.     | ⊙        | 9,18          | 1982  |
| Legende für Naturschutzgebiet      |      |                           |                       | |          |               |       |